# Parc des Sciences et des Technologies du Qatar
Le Parc des Sciences et des Technologies du Qatar (en anglais : Qatar Science & Technology Park ou QSTP) est un incubateur pour les entreprises start-ups situé au Qatar. Des programmes de soutien QSTP aident les entreprises à développer et à commercialiser leurs technologies. 
Le QSTP est situé au Qatar Fondation Cité de l'éducation, aux côtés de campus de plusieurs universités. Son objectif est d'attirer les entreprises et les entrepreneurs du monde entier, et de les inciter à développer et à commercialiser leur technologie au Qatar.
Parmi les premiers membres de QSTP figurent EADS, ExxonMobil, General Electric, Microsoft, Shell et Total, apportant recherche et affaires ensemble, tout en stimulant le développement de l'économie du Qatar.